# Fair Play Online Casino
Fair Play Online Casino is een online casino dat wordt geëxploiteerd door FPO Nederland B.V., een dochteronderneming van het Nederlandse bedrijf Janshen-Hahnraths Group dat is opgericht in 1959.

## Overzicht
Fair Play Online Casino werd opgericht in 2021 en wordt geëxploiteerd door FPO Nederland B.V., een dochteronderneming van de Janshen-Hahnraths Group. Het was een van de eerste online casino's dat in oktober 2021 een licentie kreeg van de Kansspelautoriteit om online kansspelen legaal aan te bieden in Nederland. Spellen hebben een RTP (Return To Player). Betalingen worden gefaciliteert via iDeal en de minimale storting bij Fair Play Online Casino is 10 euro. Fair Play Online Casino heeft een aanbod van meer dan 2000 spellen van bekende aanbieders zoals Betsoft, Hacksaw Gaming, Atomic Slot Lab, MGA, Nolimit City, Pragmatic Play, Play'n GO, Evolution, Greentube en Spinstars.